# Дуглас, Дэвид (гребец)
Дэвид Дуглас (англ. David Douglas, род. 16 марта 1947, Мельбурн, Виктория) — австралийский гребец, серебряный призёр летних Олимпийских игр (1968).

## Биография
Дуглас родился 16 марта 1947 года в Мельбурне, Виктория. Он получил образование в Шотландском колледже, где и начал увлекаться академической греблей.
В 1967 году он впервые прошёл отбор штата Виктория и оказался в мужской восьмёрке, которая боролась за Кубок короля на ежегодной регате. Затем он принимал участие в других межгосударственных регатах от своего штата в 1968, 1969, 1970 и 1971 годах, трижды становясь обладателем Кубка короля.
На чемпионате Австралии по академической гребле 1968 года выиграл титул чемпиона Австралии вместе с другими членами команды.
В 1968 году Дуглас был единственным уроженцем штата Виктория, добавленным в экипаж Нового Южного Уэльса, который составлял восьмерку австралийских мужчин на Олимпийских играх в Мексике. На этом турнире Дуглас с командой смогли завоевать серебряную медаль.
На чемпионате мира по академической гребле 1970 года Дуглас был членом австралийской восьмёрки, занявшей пятое место в финале.

## Личная жизнь
У Дэвида Дугласа есть дочь Джина и сын Роберт, которые также стали профессиональными гребцами. Джина принимала участие в Олимпийских играх 1996 и 2000 годов. Роберт находился в составе австралийской восьмёрки на чемпионатах мира 2001 и 2002 годов.